# 황진산
황진산(1989년 2월 25일 ~ )은 대한민국의 축구 선수이며 포지션은 미드필더이다. 현재 대한민국 창원시청 축구단에서 활약하고 있다.

## 축구인 경력

### 선수 경력
울산 현대의 산하 유소년 팀인 현대고등학교에서 활약하다 2008년 울산에 우선 지명되어 프로 무대에 입문하였다. 하지만 울산에서의 2년 동안 1경기도 출전하지 못하자 이적을 결심하고 2010년 대전 시티즌으로 이적하였다. 이적 후 첫 시즌 4경기 출전에 그쳤으나 이듬 해 리그 15경기에 출전하며 출장 시간을 늘려나가기 시작하였다. 2011 시즌 28경기에 나서 2골 2도움을 기록하였다. K리그 승부조작 사건이 발생한 후인 5월 29일 전북 현대 모터스와의 경기에서 득점을 성공시킨 뒤 벌인 세리머니에서 '신뢰로 거듭나겠습니다'라는 메시지가 담긴 현수막을 들어 보여 화제가 되었다.
2014시즌을 끝으로 대전과 계약이 만료되면서 공익 근무를 목적으로 포천 시민축구단에 입단하였다.
2018시즌을 앞두고 K리그2의 부천 FC 1995에 입단했다.
2019시즌을 앞두고 내셔널리그의 창원시청에 입단했다.

## 수상

### 클럽

#### 대전 시티즌
- K리그 챌린지
  - 우승 1회 : 2014

#### 포천 시민축구단
- K3리그
  - 우승 2회 : 2015, 2016